# Cacicatges maies de Yucatán

Divisió de les jurisdiccions o cacicatges maies en el segons Ralph L. Roys.

Cacicatges maies de Yucatán són demarcacions geogràfiques que constituïen les províncies o senyorius maies que van existir en la península de Yucatán fins entrat el segle xvi, en què es va consumar la Conquesta espanyola de Yucatán.

## Per què cacicatges?
Cacic (de l'idioma taíno, parcialitat de l'ètnia arawak) és la persona que governa o prefectura una comunitat ameríndia a Amèrica. Exerceixen el seu comandament sobre persones i un territori denominat "cacicatge". Significa: El Senyor responsable o autoritat dels homes. Els cacics són equivalent del curaca o el lonco.
La utilització de la paraula cacic va ser activament promoguda per la monarquia espanyola. Una reial cèdula del 26 de febrer de 1538 insistia que qualsevol autoritat indígena fos només cridada "cacic", igualant per aquesta fórmula des dels més humils capitans de bandes poc nombroses fins als reis i senyors dels extints imperis prehispànics. Es posava en aquest document especial cura a prohibir el tractament de "senyor", que en castellà podia implicar una autoritat efectiva i un tracte reverencial, insistint sobre aquest tema que:
| «                      | "...així convenia al nostre servei i preeminència Real i manem als virreis i Audiències que no ho consentin ni permetin i solament poden anomenar-se cacics i principals". | » |
| — Reial Cèdula de 1538 | |   |

Alguns investigadors moderns com Charles C. Mann han objectat l'ús del terme cacic en lloc de rei o senyor per referir-se als monarques indígenes americans, a pesar que aquests termes reverencials sí que s'utilitzen per denominar als cabdills dels anomenats pobles bàrbars de la història europea (per exemple reis dels huns, dels francs i uns altres.)
La història de la conquesta espanyola de Yucatán escrita pel vencedor —com és l'usual— ens remet a aquest terme per denominar als senyorius o províncies que integraven la geografia maia peninsular quan es va iniciar la conquesta i encara durant un temps després que tal conquista fos consumada.

## Els cacicatges de Yucatán
Després de la destrucció de la Lliga de Mayapán (1441-1461), en la Península de Yucatán, es crearen grans rivalidats entre els maies, i es formaren diverses (potser entre 15 i 19, segons l'autor) jurisdiccions independents anomenades Kuchkabal. A cada Kuchkabal hi havia un halach uinik (home de fet; home de comandament), qui era el cap amb la màxima autoritat militar, judicial i política i que vivia en una ciutat principal considerada la capital de la jurisdicció.
També existia la persona del batab (amb menor rang) Cap local del poble; cacic. en singular o batabob en plural. Aquest era el nom donat al màxim(s) governant(s) o cap(s) d'una localitat anomenada batalib o batalibob en plural.
Els batalibob, assentats en una àrea delimitada o jurisdicció, anomenada en maia kuchkabal, podien tenir una organització política o governamental variable concentrant la màxima autoritat militar, sacerdotal i social en la persona del halach uinik a qui tots els batabob obeïen. Els batabob pertanyien generalment a una sola família o llinatge, i a causa d'això la jurisdicció o Kuchkabal, de vegades, portava el patronímic com a nom, tal és el cas en Ah Canul, per exemple.

## Diferents versions
Durant la conquesta de l'Imperi Asteca, una vegada derrotat l'imperi mexica, el sistema polític, administratiu i en bona part econòmic, va col·lapsar en tota la regió de l'altiplà de Mèxic i entre els pobles que depenien del poder central d'aquell. No va succeir el mateix a Yucatán, almenys no immediatament. La raó va ser que l'estructura soci-política era diferent i que hi havia una altra correlació de forces entre els diferents kuchkabals o senyorius, i que cadascun prenia decisions i accions en bona part independents. Així, quan un d'ells se sotmetia als conqueridors, el veí adoptava el camí que li resultés convenient. Això succeïa encara entre els batalibob d'un mateix kuchkabal. Això va tenir com a conseqüència no només perllongar el procés de conquesta, sinó el donar a cada subregió una destinació i una perspectiva diferents en el curs dels esdeveniments bèl·lics i de la dificultosa marxa dels conqueridors europeus en la Península de Yucatán.
Els espanyols s'adonaren d'aquesta autonomia jurisdiccional i van voler, per descomptat, entendre-la per dominar-la. Francisco de Montejo i els seus capitans, entre els quals estava el seu fill (Francisco de Montejo y León) i el seu nebot també homònim, van creure que hi havia 7 jurisdiccions i així les va enumerar L'Avançat. Després, Diego de Landa, va estimar que hi havia 15 senyorius. L'historiador de finals del segle xix, Juan Francisco Molina Solís, va identificar 19 d'aquestes províncies. Posteriorment Ralph L. Roys, amb majors recursos historiogràfics, va plantejar l'existència de 16 kuchkabales. Hi ha hagut altres estudiosos com a M.S Edmonson, qui a partir d'una cita del Chilam Balam, on es refereix a Yucatán com Tzol Petén (país ordenat o regió ordenada), va suposar que el nombre de cacicatges havia de correspondre al dels uinals (mesos) de l'any solar, o sigui 18, perquè, adduïa, ordenat havia d'estar el país no només territorial i administrativament, sinó sobretot religiosament.
Com ja es va suggerir abans, no tots els kuchkabals estaven governats per un halach uinik, sinó que hi havia casos en què l'estabilitat política semblava dependre d'un conjunt de voluntats de diversos batabob i moltes vegades, els poblats o conjunt de poblats, semblaven resistir-se a les decisions del cacic predominant del kuchkabal i fins i tot, s'adherien voluntàriament al comandament d'una jurisdicció veïna per a certes decisions, si així convenia als seus interessos. D'aquesta situació pot advertir-se la dificultat dels espanyols per comprendre les característiques del comandament local o de l'enteniment que una regió ja estava o no, dominada políticament després de la claudicació d'un halach uinik determinat.
Segons Ralph L. Roys existien les següents províncies o cacicatges (vegeu mapa): Ah Canul, Ah Kin Chel, Ceh Pech, Can Pech, Chactemal, Chakán, Chakán Putum, Chikinchel, Cochuah, Cupul, Ekab, Hocabá-Homún, Sotuta, Tases, Tutul Xiúes i Uaymil.
Per la seva banda, Molina Solís esmenta a una província de Zipatán, al nord d'Ah Canul, però segons sembla, aquest terme no definia una jurisdicció sinó el fet que el poblat pagava certs tributs. També esmenta Tixchel i Akalán que en realitat van ser poblades molt poc abans de la conquesta per maies chontals vinguts de la regió de l'Usumacinta. Ningú, en canvi, sembla prendre en compte la regió dels cehaches (keaches o queaches), que vivien en el límit entre les terres baixes peninsulars i el Petén, on ja habitaven de nou els itzá de Tayasal i els cohuoes (Ko'Woj) de Topoxté i de Zacpetén.
Del costat del mar Carib, en el sud-est de la península, hi ha una vasta regió que s'estén cap al sud pel riu Nuevo que avui és territori de Belize, on hi ha evidència de presència maia en època de la conquesta i que no va ser considerada pels estudiosos tradicionals. Grant Jones, arqueòleg, per exemple, sosté l'existència en aquesta regió d'una jurisdicció denominada Dzuluinikob, la capital de la qual era Tipú.
Certament, el coneixement precís de la divisió jurisdiccional dels maies fins a l'arribada dels conqueridors, no és definitiva ni consensual entre els investigadors encara en l'època actual.